# Good Charlotte
Good Charlotte ist eine US-amerikanische Rockband aus Waldorf, Maryland. Der Bandname stammt vom Kinderbuch Good Charlotte: The Girls of the Good Day Orphanage abgeleitet, aus dem die Mutter der Gründungsmitglieder Joel und Benjamin Madden ihnen oft vorgelesen haben soll.

## Geschichte

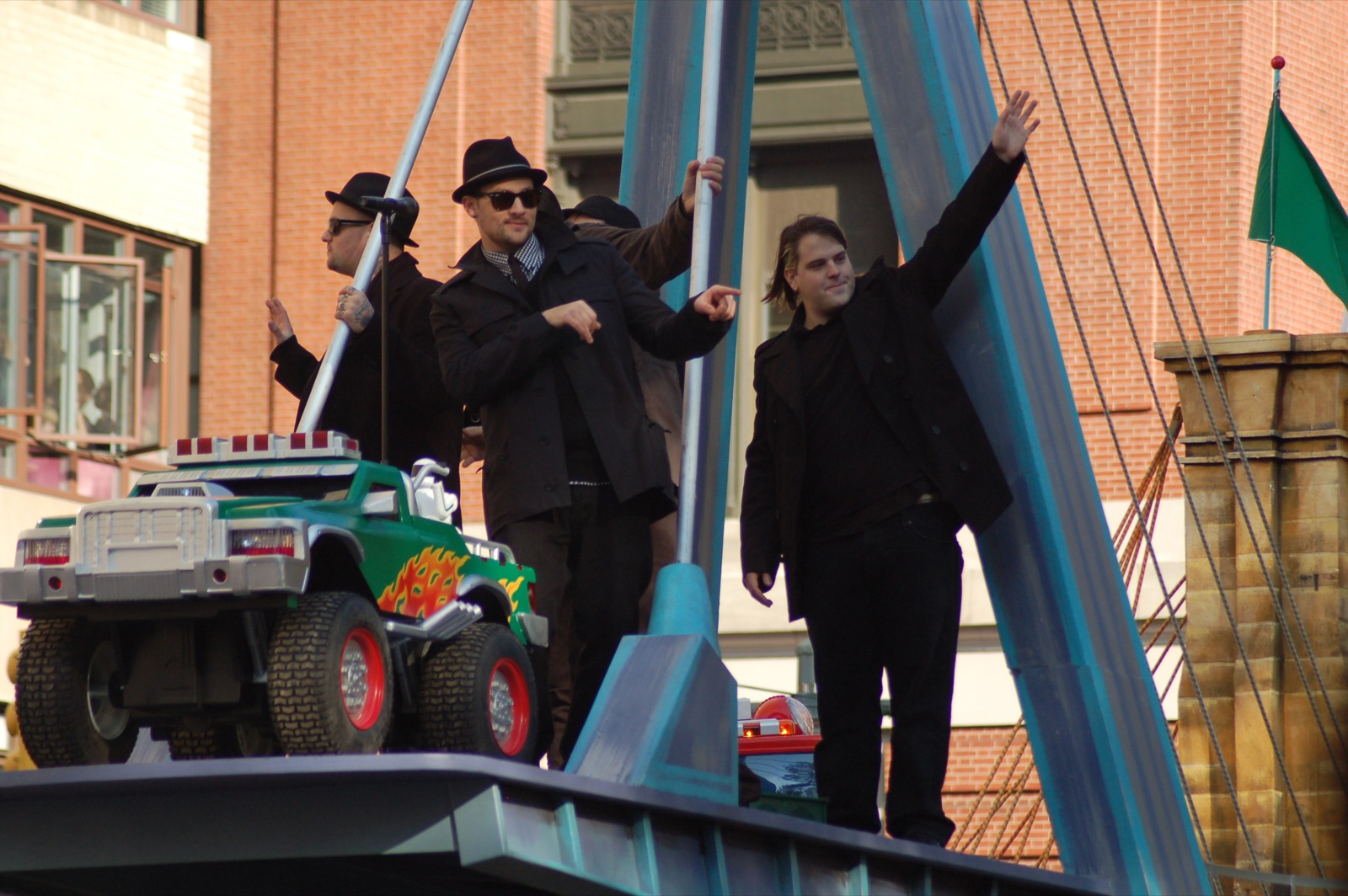
Good Charlotte (2007)

Good Charlotte wurde 1996 in Waldorf, Maryland von den Brüdern Joel und Benjamin Madden gegründet. Die Band machte sich einen Namen, als sie 1998 und 1999 am jährlichen Festival HFStival in der Nähe von Washington, D.C. teilnahm.
Nachdem sie bei einem Nachwuchsfestival gewonnen hatte, bekam die Band im Mai 2000 einen Plattenvertrag, der es ihr ermöglichte, ihre Musik international zu vermarkten. Ihr erstes Album Good Charlotte war unter anderem in Australien und Neuseeland erfolgreich, wo es Platinstatus erreichte.
Nach zahlreichen Touren in den Staaten und Europa veröffentlichte sie ihr zweites Album The Young and the Hopeless. In den USA erhielt die Band für dieses Album dreifach Platin. Es folgte eine Welttournee. Danach nahm sich die Band eine Auszeit und zog sich ins Studio zurück.
Ihr drittes Album The Chronicles of Life and Death wurde im Oktober 2004 veröffentlicht. Es ist als Death- und limitierte Live-Version erhältlich. Im Frühjahr 2005 begab sich Good Charlotte auf Europatournee. Bei dieser Tour fehlte bereits ihr Schlagzeuger Chris Wilson. Im Mai 2005 trennte sich die Band schließlich ganz von ihm; „persönliche gesundheitliche Probleme“ wurden als Grund dafür angegeben.
Ende 2005 zogen sie sich erneut ins Studio zurück, um an ihrem vierten Album, Good Morning Revival, zu arbeiten. Im Oktober 2006 kam ein neuer Song namens Keep Your Hands Off My Girl heraus, der kostenlos auf der Website der Band anzuhören war. Im März 2007 erschien das Album in Deutschland und stieg auf Platz 10 der Albumcharts ein. Nach der ersten Singleauskopplung Keep Your Hands Off My Girl erschien im Mai 2007 die zweite Single The River.
Anfang Juni 2007 traten Good Charlotte auf den Festivals Rock im Park und Rock am Ring auf. Im November 2008 erschien das Remix-Album Good Charlotte, Greatest Remixes, an dem Künstler wie The Game oder Fall Out Boy beteiligt waren. Im August 2010 wurde die neue Single Like It’s Her Birthday auf der Website der Band vorgestellt. Im September 2011 erklärten die Band, dass sie eine Pause auf unbestimmte Zeit einlege.
Mitglied Joel Madden ist seit der ersten Staffel im Jahr 2012 Jurymitglied und Coach in der australischen Gesangs-Castingshow The Voice, die auf Nine Network ausgestrahlt wird. Im November 2015 veröffentlichte die Band mit der Single Makeshift Love ihr erstes Material seit fast fünf Jahren; das Album Youth Authority folgte im Juli 2016. Anfang Juni 2018 trat Good Charlotte erneut bei Rock im Park und Rock am Ring auf.

## Bandmitglieder

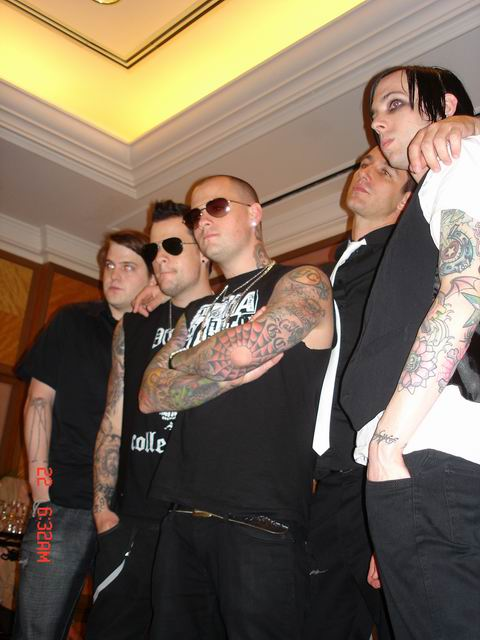
V. l. n. r.: Thomas, Joel Madden, Benji Madden, Butterworth, Martin (2007)

### Joel und Benji Madden
Joel Ryan Reuben Madden und Benjamin „Benji“ Levi Madden wurden am 11. März 1979 in Waldorf, Maryland als eineiige Zwillinge geboren. Sie wurden laut eigenen Angaben oft als „Freaks“ bezeichnet, was sie zu den Liedern The Anthem und Little Things inspirierte. Benjamin Madden brachte sich vier Wochen vor der Gründung der Band das Gitarrespielen bei.
Sie haben zwei weitere Geschwister: eine jüngere Schwester und einen älteren Bruder, der mit ihnen eine Modefirma betreibt. Ihr Vater verließ die Familie 1995, als die beiden Brüder 16 Jahre alt waren. Dieses Erlebnis spiegelte sich in den Stücken Emotionless, The Young and the Hopeless, Story of My Old Man und Little Things wider. Die Brüder sind Vegetarier und haben sich wiederholt für die Tierschutzorganisation PETA engagiert.
Joel ist seit Dezember 2010 mit Nicole Richie verheiratet. Ihre gemeinsame Tochter wurde im Januar 2008 geboren, ihr Sohn im September 2009. Benji war eine Zeit lang mit Paris Hilton und mit Holly Madison liiert. Seit Mai 2014 ist er mit der Schauspielerin Cameron Diaz liiert. Sie haben im Januar 2015 geheiratet. Die gemeinsame Tochter wurde im Dezember 2019 geboren, im März 2024 folgte der gemeinsame Sohn.

### William George Dean Martin
William Dean „Billy“ Martin wurde am 15. Juni 1981 in Annapolis, Maryland geboren. Er spielt seit seinem zwölften Lebensjahr Gitarre. Seine erste Band, Overflow gründete er gemeinsam mit J. D. und Steve Sievers, mit Steve betrieb er sein Modelabel, LeveL 27, das er Ende 2009 schloss. Er traf Benji und Joel in Annapolis bei einem Newcomer-Wettbewerb.
Er zeichnet gern; die Bilder im Album The Chronicles of Life and Death sind aus seiner Hand und auch für die Videos von The Chronicles of Life and Death und Predictable hat er die Kulissen entworfen. Auch er engagiert sich stark im Tierschutz und ist ebenfalls Vegetarier. Er ist seit März 2008 mit Linzi Martin verheiratet. Die beiden kennen sich aus Schulzeiten und sind seitdem ein Paar. Der erste gemeinsame Sohn wurde im Januar 2009 in Pasadena geboren.

### Paul Anthony Thomas
Paul Thomas wurde am 5. Oktober 1980 in Maryland geboren. Früher spielte er Gitarre, wechselte dann aber zum Bass. Joel und Benji Madden kennt er schon seit seiner Kindheit und besuchte mit ihnen zusammen die High School.

### Dean Butterworth
Dean „Deano“ Butterworth wurde am 26. September 1976 im englischen Rochdale geboren. Im Alter von 10 Jahren zog er in die USA und begann im Alter von zwölf Jahren Schlagzeug zu spielen. Während der ersten Jahre konzentrierte er sich auf Jazz- und Fusion-Drumming. Später erlaubte ihm seine Vielseitigkeit, mit vielen verschiedenen Künstlern und Bands wie z. B. Morrissey, The Innocent Criminals, The Used oder John Lee Hooker zusammenzuarbeiten. Bereits 2005, nachdem Good Charlotte sich von ihrem Drummer getrennt hatten, fragte man ihn, ob er vorübergehend als Ersatz einspringen könne. Offiziell ist er seit März 2007 Mitglied der Band.

## Diskografie
Studioalben

| Jahr | Titel Musiklabel                                         | Höchstplatzierung, Gesamtwochen, AuszeichnungChartplatzierungen (Jahr, Titel, Musiklabel, Platzierungen, Wochen, Auszeichnungen, Anmerkungen) | Höchstplatzierung, Gesamtwochen, AuszeichnungChartplatzierungen (Jahr, Titel, Musiklabel, Platzierungen, Wochen, Auszeichnungen, Anmerkungen) | Höchstplatzierung, Gesamtwochen, AuszeichnungChartplatzierungen (Jahr, Titel, Musiklabel, Platzierungen, Wochen, Auszeichnungen, Anmerkungen) | Höchstplatzierung, Gesamtwochen, AuszeichnungChartplatzierungen (Jahr, Titel, Musiklabel, Platzierungen, Wochen, Auszeichnungen, Anmerkungen) | Höchstplatzierung, Gesamtwochen, AuszeichnungChartplatzierungen (Jahr, Titel, Musiklabel, Platzierungen, Wochen, Auszeichnungen, Anmerkungen) | Anmerkungen                                                    |
| Jahr | Titel Musiklabel                                         | DE | AT | CH | UK | US | Anmerkungen                                                    |
| ---- | -------------------------------------------------------- | --- | --- | --- | --- | --- | -------------------------------------------------------------- |
| 2000 | Good Charlotte Epic Records (Sony BMG)                   | — | — | — | UK— SilberUK | US185 Platin · (2 Wo.)US | Erstveröffentlichung: 9. April 2000 Verkäufe: + 1.075.000      |
| 2002 | The Young and the Hopeless Epic Records (Sony BMG)       | DE37 Gold · (21 Wo.)DE | AT20 (21 Wo.)AT | CH46 (29 Wo.)CH | UK15 Platin · (42 Wo.)UK | US7 ×4Vierfachplatin · (95 Wo.)US | Erstveröffentlichung: 1. Oktober 2002 Verkäufe: + 5.000.000    |
| 2004 | The Chronicles of Life and Death Epic Records (Sony BMG) | DE18 Gold · (34 Wo.)DE | AT11 Gold · (28 Wo.)AT | CH20 (33 Wo.)CH | UK8 Gold · (13 Wo.)UK | US3 Platin · (34 Wo.)US | Erstveröffentlichung: 28. September 2004 Verkäufe: + 1.392.500 |
| 2007 | Good Morning Revival Epic Records (Sony BMG)             | DE10 (15 Wo.)DE | AT10 (17 Wo.)AT | CH7 (12 Wo.)CH | UK13 Silber · (8 Wo.)UK | US7 Gold · (13 Wo.)US | Erstveröffentlichung: 14. März 2007 Verkäufe: + 687.500        |
| 2010 | Cardiology Capitol Records (EMI)                         | DE46 (2 Wo.)DE | AT29 (2 Wo.)AT | CH24 (3 Wo.)CH | UK63 (1 Wo.)UK | US31 (2 Wo.)US | Erstveröffentlichung: 27. Oktober 2010                         |
| 2016 | Youth Authority MDDN (RTD)                               | DE17 (2 Wo.)DE | AT15 (2 Wo.)AT | CH8 (4 Wo.)CH | UK13 (2 Wo.)UK | US23 (2 Wo.)US | Erstveröffentlichung: 15. Juli 2016                            |
| 2018 | Generation Rx BMG Rights Management (WMG)                | DE42 (1 Wo.)DE | AT29 (1 Wo.)AT | CH32 (1 Wo.)CH | UK31 (1 Wo.)UK | US164 (1 Wo.)US | Erstveröffentlichung: 14. September 2018                       |
| 2025 | Motel Du Cap Atlantic Records                            | — | — | — | — | — | Erstveröffentlichung: 8. August 2025                           |

## Auszeichnungen
- Kerrang! Awards
  - 2003: in der Kategorie „Best Single“ (Lifestyles of the Rich and Famous)

- MTV Australia Awards
  - 2007: in der Kategorie „Viewers Choice Australia“ (Keep Your Hands off My Girl)

- MTV Video Music Awards
  - 2003: in der Kategorie „Viewer’s Choice“ (Lifestyles of the Rich and Famous)

- MTV Video Music Awards Japan
  - 2004: in der Kategorie „Best Rock Video“ (The Anthem)

- MuchMusic Video Awards
  - 2003: in der Kategorie „People’s Choice: Favorite International Group“ (The Anthem)

- Nickelodeon Australian Kids' Choice Awards
  - 2007: in der Kategorie „Fave International Band“

- NRJ Music Awards
  - 2004: in der Kategorie „Best International Group“

- TMF Awards
  - 2005: in der Kategorie „Best International Rock Act“